# Atatürk-Seevilla Florya
Die Atatürk-Seevilla Florya (türkisch Florya Atatürk Deniz Köşkü) ist eine historische Präsidentenresidenz und Amtssitz des Staatsgründers der Türkei, Mustafa Kemal Atatürk. Sie befindet sich an der Küste des Marmarameeres im Ortsteil Florya des Bezirks Bakırköy in Istanbul.
Das Gebäude wurde 1935 von der Stadtverwaltung Istanbuls für die Freizeit- und Erholungsnutzung erbaut. Heute ist es ein geschichtliches Museum.

## Architektur
Entworfen im Sinne des Neuen Bauens vom Architekten Seyfi Arkan, der 1935 den Auftrag von der Stadtverwaltung Istanbul erhielt, wurde die Villa am 14. August des gleichen Jahres fertiggestellt und dem Staatsgründer Gâzi Mustafa Kemâl Atatürk übergeben.
Das Gebäude ist auf in den Meeresboden gerammten Stahlpfählen gebaut und mit dem sandigen Strand über einen etwa 70 m langen Holzsteg verbunden. Die L-förmige und einstöckige Villa besteht aus einer Empfangshalle, einem Leseraum, Schlafzimmern und einem Badezimmer. Es gibt auch Personalzimmer im Gebäudekomplex. Die Gesamtfläche der Villa einschließlich des Piers beträgt 602 m².
Ein Hain wurde auf dem Platz des zerstörten Agios-Stefanos-Klosters als Garten errichtet. Dieser Hain wird „Atatürk-Hain Florya“ (türkisch Florya Atatürk Korusu) genannt und ist heute ein öffentlicher Park. Die Seevilla wird als Beispiel der „Frühen Architektur der Türkischen Republik“ betrachtet.

## Geschichte
Während der Zeit, in der sich Atatürk im Dolmabahçe-Palast aufhielt, kam er mit dem Boot zum Schwimmen in die Seevilla, in Gesellschaft von zahlreichen örtlichen Persönlichkeiten. Er nutzte die Seevilla in den letzten drei Jahren seines Lebens als Sommerresidenz. 1936 blieb er vom 6. Juni bis zum 28. Juli dort. Sein letzter Aufenthalt war am 28. Mai 1938, über sechs Monate vor seinem Tod.
Die Seevilla wurde auch für Empfänge und wissenschaftliche Tagungen genutzt. Unter ihren Besuchern waren Prinz Eduard, Herzog von Windsor, und seine Frau Wallis Simpson.
Nach dem Tod Atatürks nutzten türkische Präsidenten wie İsmet İnönü, Celâl Bayar, Cemal Gürsel, Cevdet Sunay, Fahri Korutürk und Kenan Evren die Seevilla Florya als Sommerresidenz.

## Museum
Aufgrund der vordringenden Stadtentwicklung und der daraus resultierenden Verschmutzung des Meeres an der Stelle geriet das Herrenhaus in Vergessenheit. Am 6. September 1988 wurde das Gebäude dem Nationalen Schlösserdepartement der Großen Türkischen Nationalversammlung übergeben. Es wurde renoviert und 1993 für die Öffentlichkeit als Museum wiedereröffnet. Eine Abteilung der Seevilla ist als soziale Einrichtung für Parlamentsabgeordnete vorbehalten.
Das Museum stellt Möbel, Tafelgeschirr, persönliches Eigentum wie Schwimmanzüge sowie eine Sammlung von Fotografien Atatürks, die dort aufgenommen wurden, aus.

## Standort und Zugang
Das Museum befindet sich westlich des Flughafens Istanbul-Atatürk an der Küstenstraße von Florya Richtung Küçükçekmece.
Es kann vom Bahnhof Florya über die S-Bahn, die etwa 500 Meter entfernt verläuft, erreicht werden. Die Buslinie „73T-Yenibosna-Metro-Florya“ des Iett führt ebenfalls dorthin.
Das Museum ist an allen Wochentagen außer montags und donnerstags von 9 bis 16 Uhr (in den Wintermonaten von 9 bis 15 Uhr) geöffnet.